# Paranienormalni
Paranienormalni – polski kabaret założony przez Roberta Motykę i Igora Kwiatkowskiego w 2004 roku w Jeleniej Górze.

## Obecny skład
- Robert Motyka
- Jarosław Pająk (od 2021)[1]
- Rafał Kadłucki (obsługa techniczna)

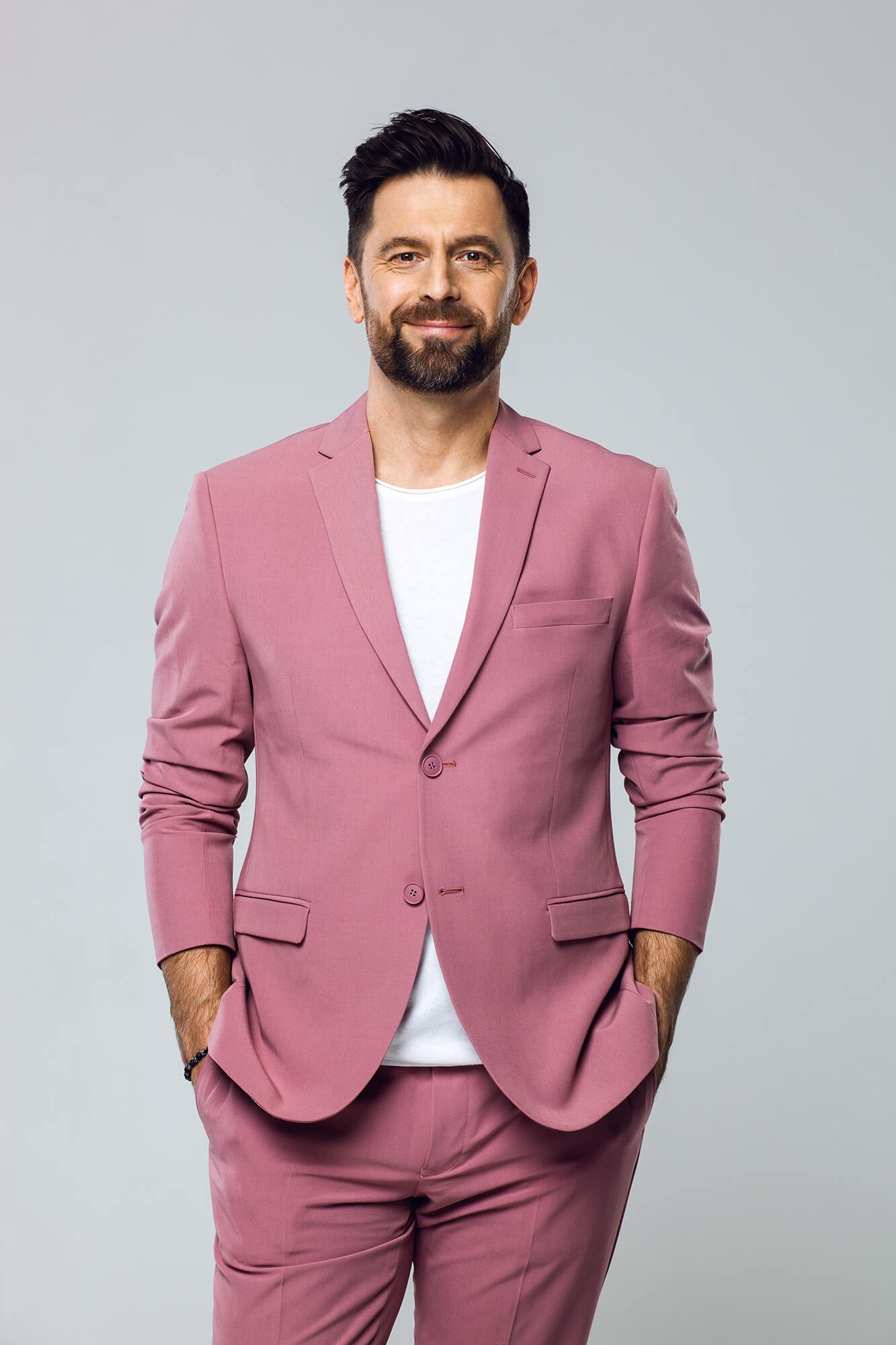
Robert Motyka
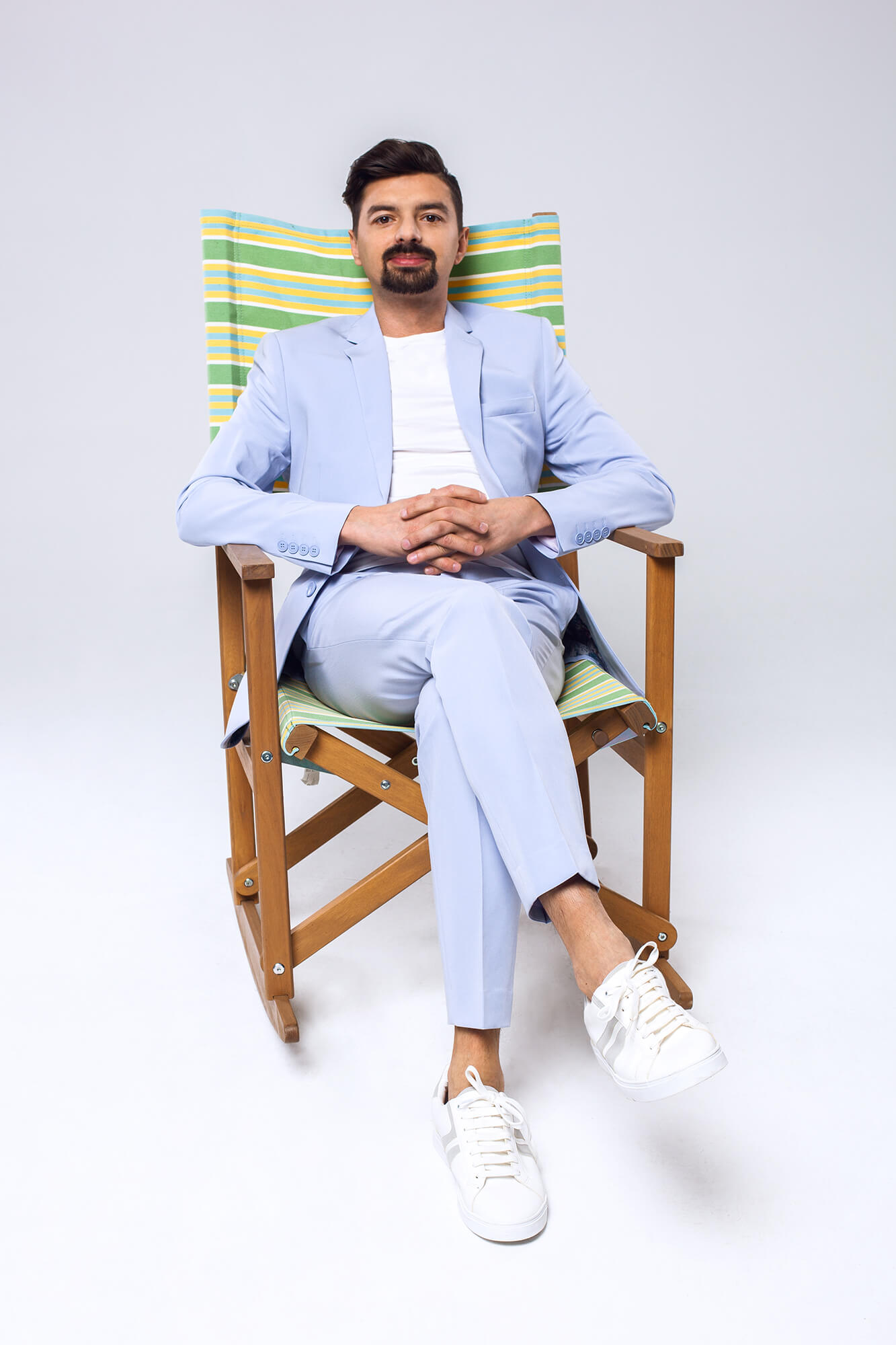
Jarosław Pająk
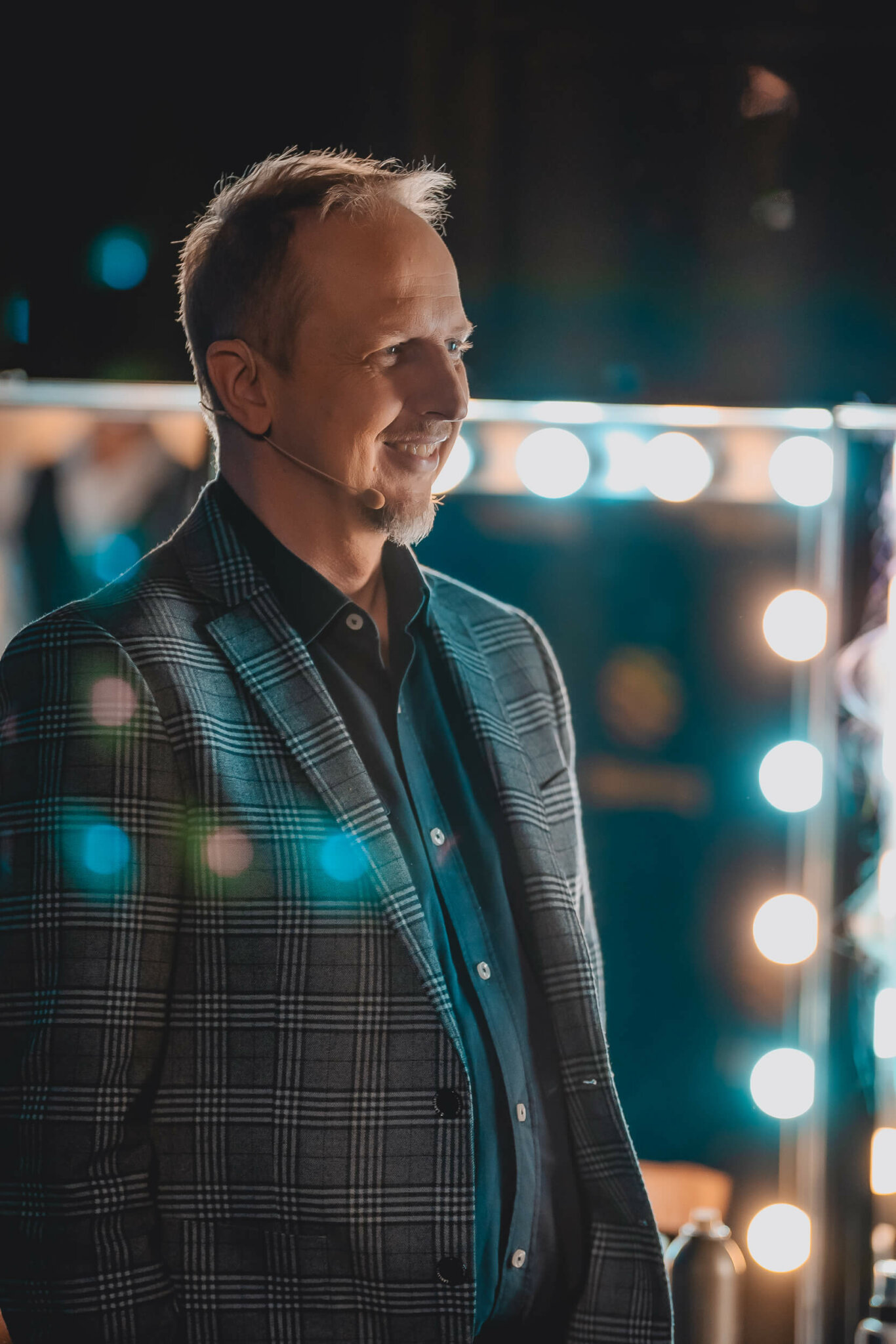
Rafał Kadłucki

## Twórczość
Pierwszy program powstał w 2004 roku pod koniec wakacji. Znalazły się w nim między innymi skecze takie jak: Papieros, Młotek czy Gołębie. Początkowo w składzie byli Robert Motyka i Igor Kwiatkowski, którzy występowali na scenie oraz Rafał Kadłucki, który był odpowiedzialny za techniczną stronę występów. W 2008 roku do grupy dołączył Michał Paszczyk – aktor i artysta kabaretowy związany z wrocławskim kabaretem Neo-Nówka. Uznanie publiczności zdobyli postacią szalonej i zwariowanej Mariolki, będącej parodią współczesnych nastolatek. Paranienormalni obserwują zjawiska obyczajowe i społeczne, fenomeny popkultury i przyrodę. Relacje damsko-męskie, absurdalne postacie i sytuacje z życia codziennego to tematy, które pojawiają się w ich żartach. Natomiast konsekwentnie nie uprawiają satyry politycznej oraz nie dotykają tematów religii. Z dniem 18 grudnia 2017 roku z grupy odszedł Igor Kwiatkowski, aby rozpocząć solową drogę kariery.
Paranienormalni regularnie zapraszani są na największe festiwale muzyczne oraz rozrywkowe – oprócz własnego programu można oglądać ich jako współprowadzących największe imprezy np. Festiwal Piosenki w Opolu, Zakończenie Lata RMF FM i Polsatu i wiele innych. Na youtube.com prowadzą swój paravlog, w którym co tydzień dzieli się z widzami zakulisowymi historiami z życia w trasie. Przez dwa sezony w TVP2 prowadzili swój autorski program: Paranienormalni Tonight, który cieszył się ogromną popularnością widzów. Program został nagrodzony w 2016 roku Telekamerą w kategorii program rozrywkowy. Oglądało go średnio 1,19 mln widzów przy udziale wynoszącym 7,6 proc. w grupie 4+ i 8,7 proc. w grupie 16-49.
30 października 2017 grupa poinformowała na swoim oficjalnym profilu na Facebooku, iż z dniem 18 grudnia 2017, Igor Kwiatkowski opuścił skład Paranienormalnych, aby rozpocząć solową karierę. W latach 2008–2024 w skład kabaretu wchodził również Michał Paszczyk.

### Postaci
Paranienormalni stworzyli szereg postaci, które stały się ich znakiem rozpoznawczym:
- Mariolka-krejzolka – pierwsza postać, którą stworzył Igor Kwiatkowski zainspirowany dziewczyną z klubu, w którym wówczas pracował.
- Jacek Balcerzak – pięściarz z zanikiem pamięci krótkotrwałej, któremu towarzyszy misja – za wszelką cenę dostać pieczątkę od dr. Prozaka.
- Doktor Janusz Prozak – postać grana przez Roberta Motykę. W skeczu z Balcerzakiem próbuje wytłumaczyć Jackowi pomyłkę, jaka zaszła w związku ze skierowaniem na badania.
- Dziadkowie – w postać staruszków wciela się Michał Paszczyk. W przeciwieństwie do Balcerzaka może pochwalić się doskonałą pamięcią. Jest błyskotliwy, zgryźliwy i jednocześnie intrygujący. Zawsze wpycha się w kolejkę.
- Kryspin – określany jako Cesarz Internetu. Postać, która zawsze ma coś do powiedzenia. Obecnie prowadzi swojego videobloga.
- Wielki Marcel – kolejne wcielenie Igora Kwiatkowskiego. Francuski wirtuoz tańca, zachwycony swoją osobą i umiejętnościami. Na scenie wyróżnia się niebanalnym strojem: jedwabna koszula, zawadiacki żabot i getry. Na scenie pomaga mu kreatywny tłumacz, w którego wciela się Robert Motyka.
- Cukiernik – postać grana przez Michała Paszczyka, która pojawia się w skeczu Tort. Był pijany, bo rozlał mu się w cukierni spirytus i pomylił zamówienia.
- Janusz Tuzinek – poeta, postać grana przez Igora Kwiatkowskiego.

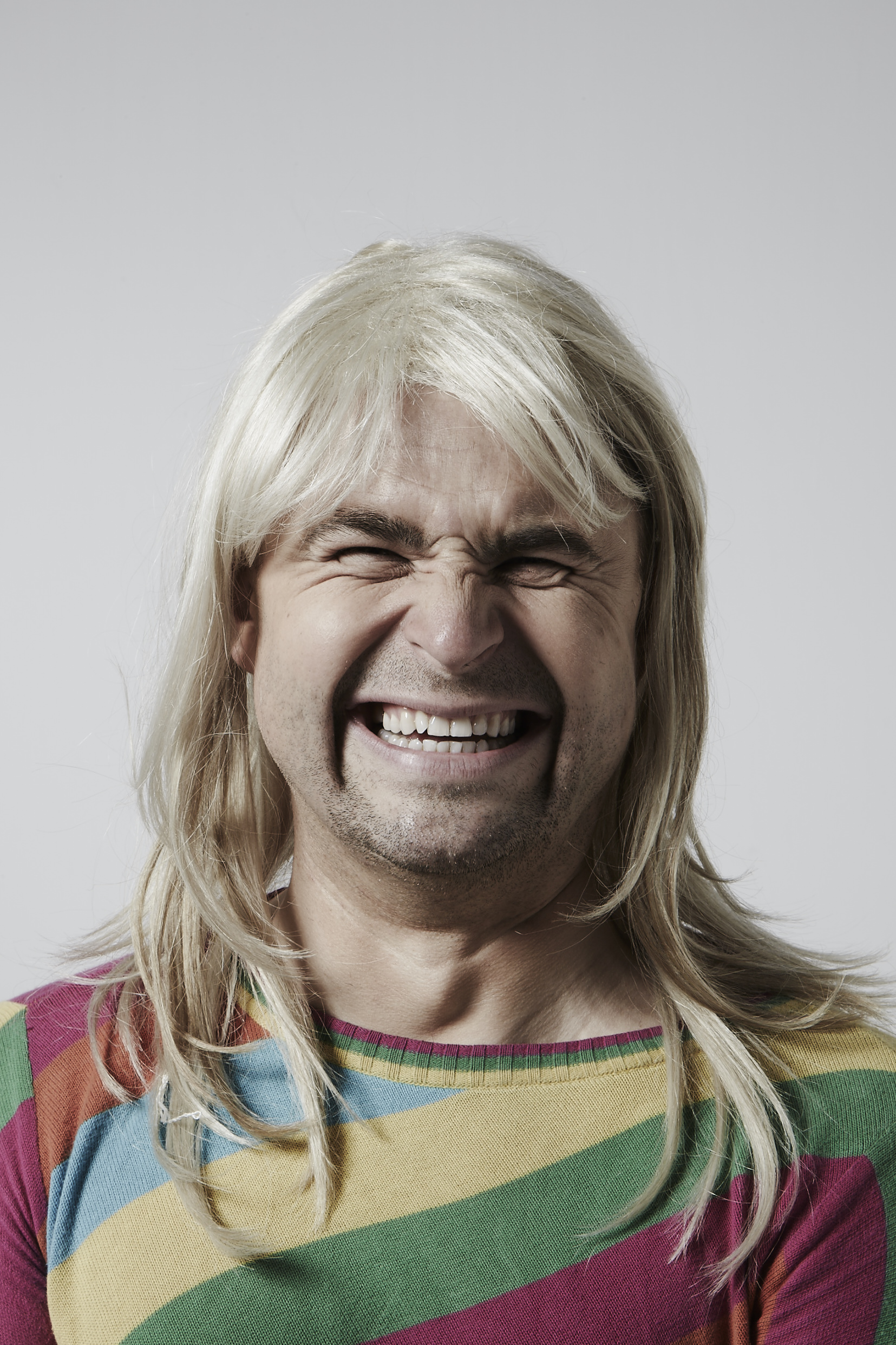
Mariola
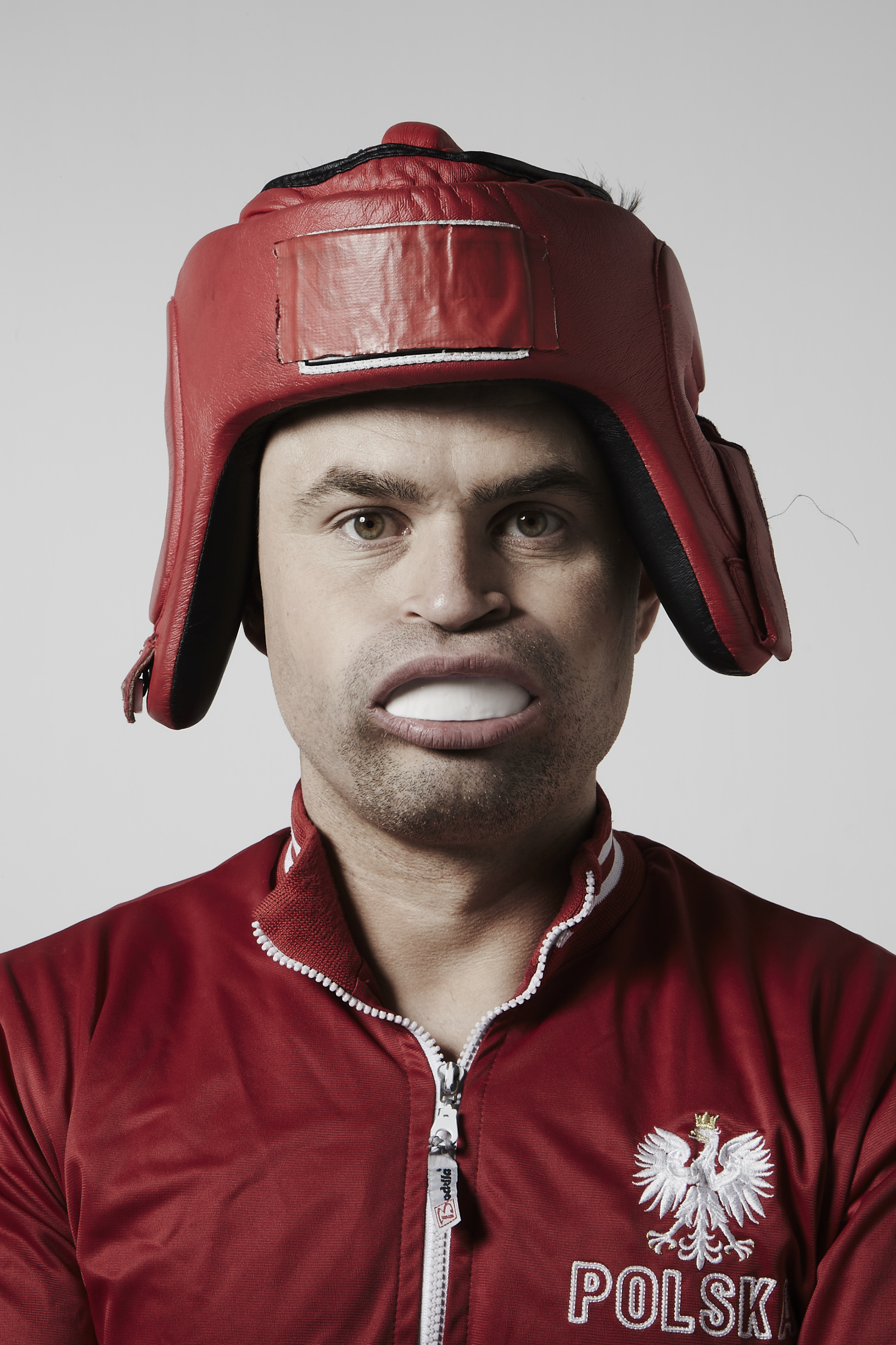
Jacek Balcerzak
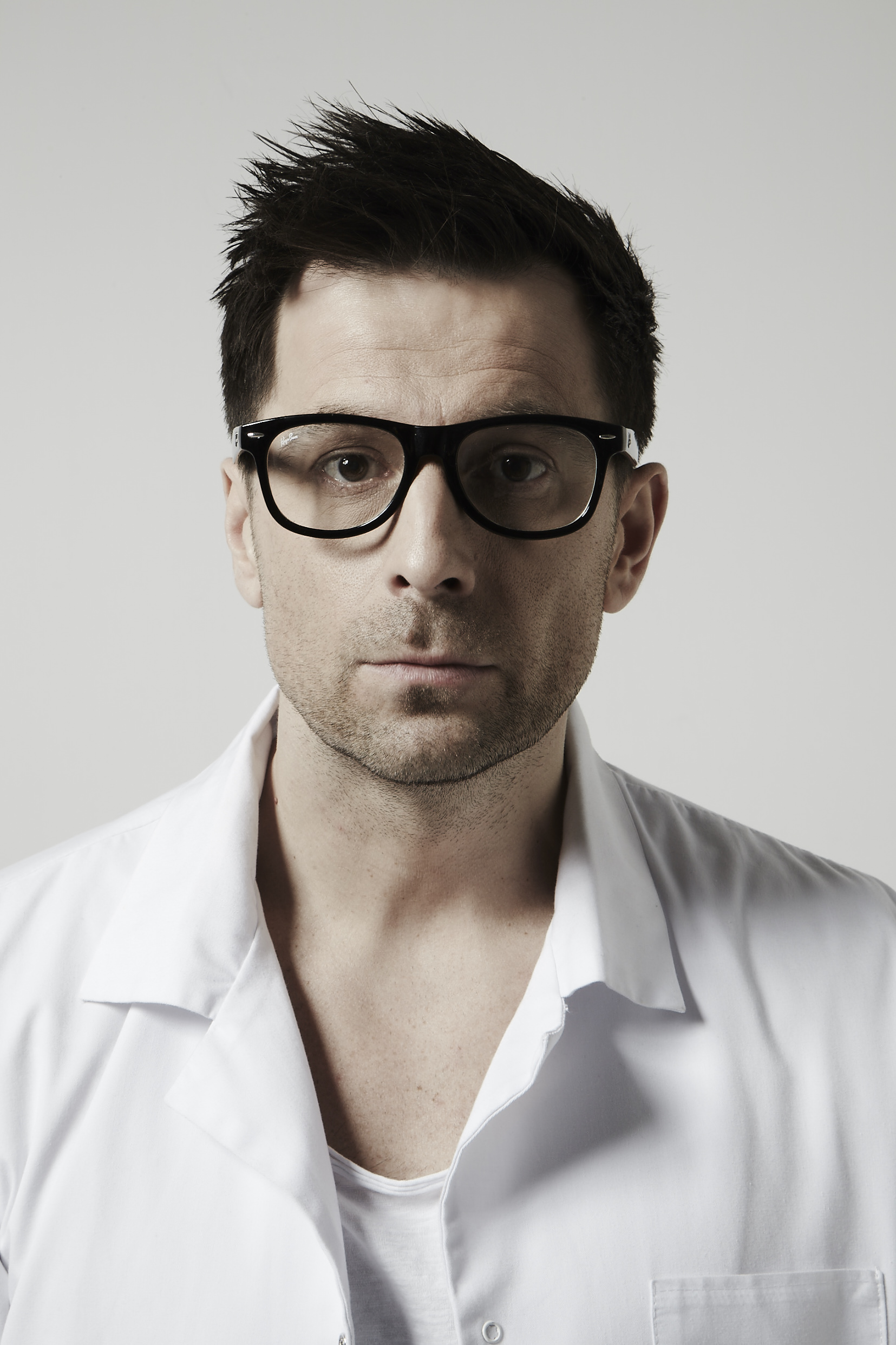
dr Janusz Prozak
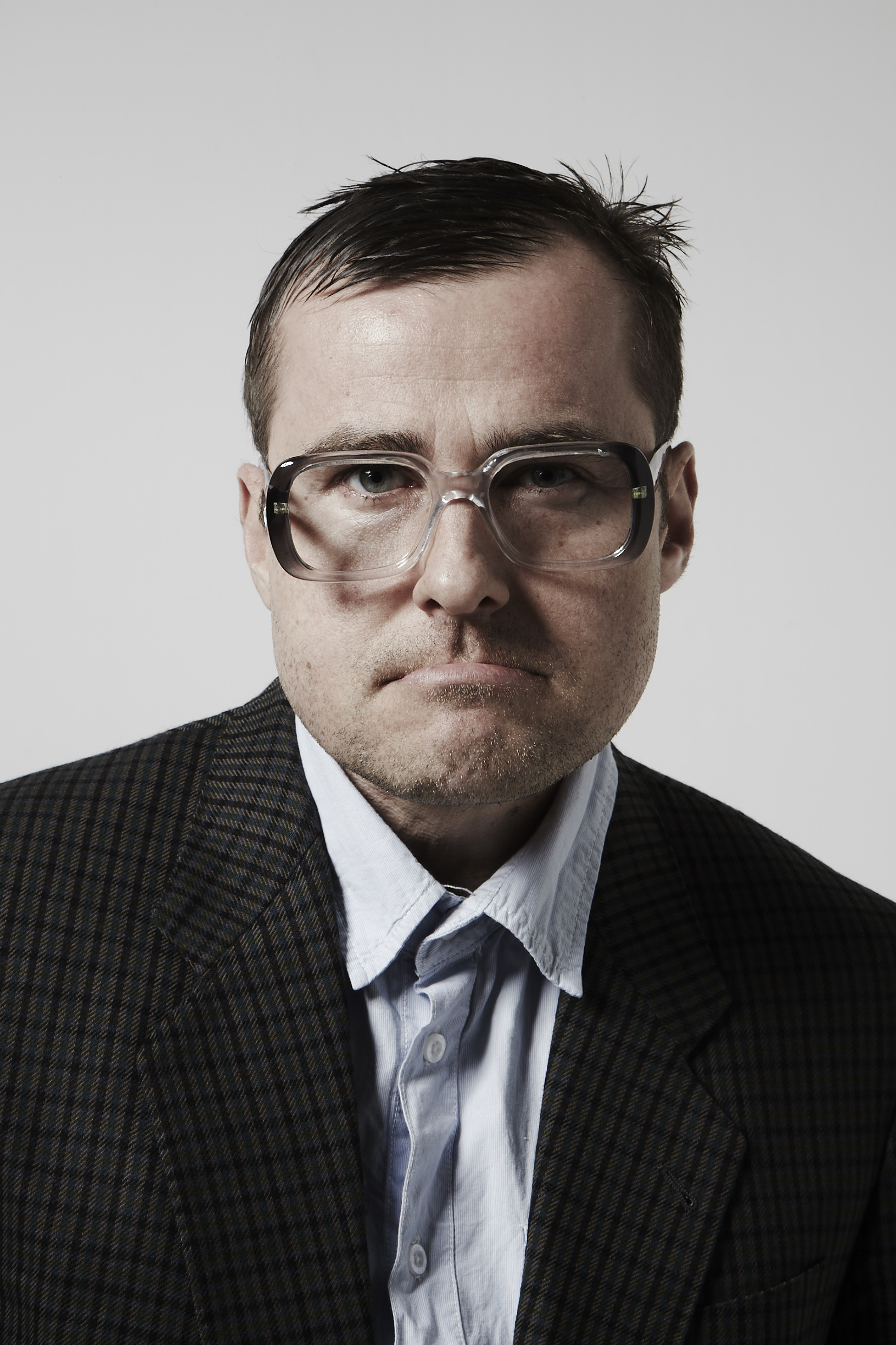
Profesor
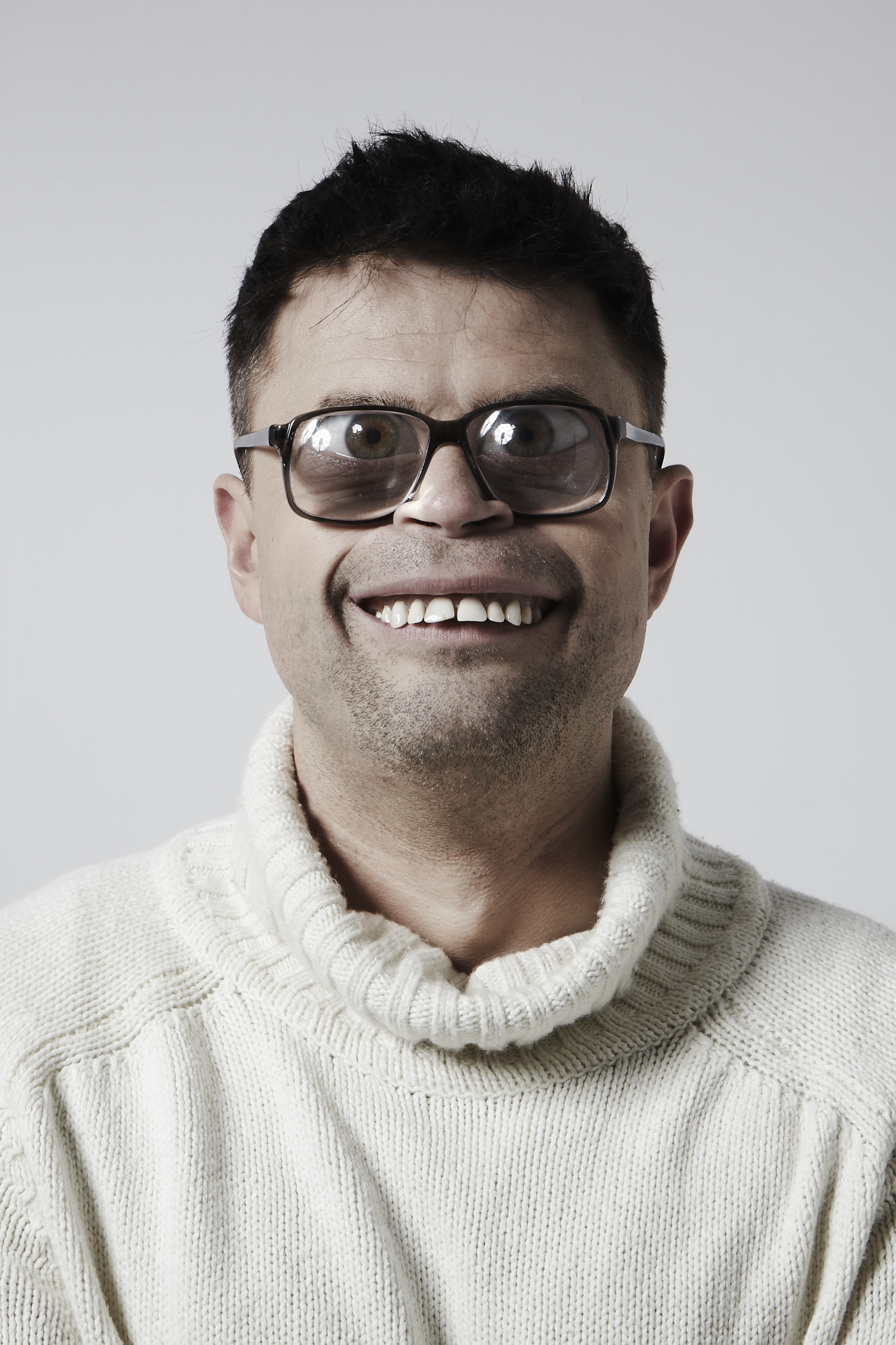
Kryspin

## Paranienormalni Tonight
Autorski, komediowy program rozrywkowy. W Paranienormalnych Tonight komicy i parodyści Igor Kwiatkowski i Robert Motyka gościli popularne gwiazdy telewizji, sportu i estrady, które były stawiane w niecodziennych, humorystycznych i zaskakujących sytuacjach. Gospodarze komentowali wydarzenia minionego tygodnia, oddając głos zwariowanej Mariolce i przepytując zaproszonych do studia gości. W programie pojawiły się wyzwania, scenki z udziałem gości i skecze przygotowane specjalnie na potrzeby każdego odcinka. Do pracy nad programem Paranienormalni zaprosili również Kabaret Nowaki, który co tydzień zaskakiwał perypetiami nowych postaci. Co tydzień widzowie mogli zobaczyć też debiutancki serial kabaretów Paranienormalni i Nowaki zatytułowany W przychodni (prze)życia.
Prowadzony od marca 2015 r. show Paranienormalni Tonight przyciągał przed telewizory średnio ponad 1,2 mln widzów.
Powtórki programu Paranienormalni Tonight można oglądać na antenie TVP Rozrywka.
Program o takiej konwencji tworzyli także w 2010 roku dla telewizji Polsat. Paranienormalni Show nie pozostało jednak na antenie stacji i z projektu zrezygnowano po zaledwie dwóch odcinkach. Gościem programu był m.in. Michał Piróg.

## Kabaret na dobry wieczór. Paranienormalni Show
Komediowy program rozrywkowy emitowany na antenie telewizji Polsat od 2 września 2020 roku, a cykl powstał z okazji jubileuszu 15-lecia kabaretu. W programie biorą udział polskie kabarety i zaproszone gwiazdy, a każdy odcinek poprowadzi inny gospodarz, a pierwszym prowadzącym był Krzysztof Ibisz.

## Nagrody i wyróżnienia

### 2016
- Telekamera 2016 w kategorii program rozrywkowy (talent show, teleturniej, kabaret)

### 2008
- Tytuł Świra w kategorii Kabaret za postać Mariolki

### 2007
- III miejsce i tytuł Ściaka na Dąbrowskiej Ściemie Kabaretowej „Debeściak”

### 2005
- II miejsce (ex aequo z kabaretem Neo-Nówka) – Lidzbarskie Wieczory Humoru i Satyry
- I nagroda – Trybunały Kabaretowe w Piotrkowie Trybunalskim
- Nagroda za osobowość sceniczną dla Igora Kwiatkowskiego – Trybunały Kabaretowe w Piotrkowie Trybunalskim
- Nagroda za skecz do konstytucji kabaretowej – Trybunały Kabaretowe w Piotrkowie Trybunalskim

## Wydawnictwa płytowe
- 2009 – Mariolka prawdę Ci powie (Wydawnictwo Agora) spektakl zarejestrowany przez Telewizję Polską SA 5 listopada 2009 w Krakowie. Wydawnictwo zawiera 16 skeczy: Szef, Mariolka 1, Papieros, Gołębie, Mariolka 2, Mucha i Pająk, M jak Młotek, Wampir, Mariolka 3, Jadę na Hel, Rocky, Inspektor Oko, Mariolka 4, Radio, Mariolka 30 lat później, Finał. Dodatkowo na płycie: Za kulisami.
- 2013 – Szybcy i Śmieszni (New Abra) – wydawnictwo jest podsumowaniem ostatnich lat działalności Paranienormalnych, którzy postanowili utrwalić na płycie ulubione postacie publiczności: absurdalnego Balcerzaka, natchnionego Poetę, żwawego Profesora czy dociekliwego Dr. Prozaka. Spektakl został zarejestrowany 7 grudnia 2012 r. w Teatrze „Polonia” w Warszawie. Wydawnictwo zawiera 12 skeczy: Stand up, Samobójca, Profesor, Skarpety na dotarcie, Makłowicz, Listonosz, Szybka, Napad kontrolowany, Wielki Marcel, Balcerzak i Karino, Mariolka w spa, Poeta. Dodatkowo na płycie VideoBlog Kryspina.